# Leiocephalus loxogrammus
Espèce
Synonymes
- Liocephalus loxogrammus Cope, 1887

Leiocephalus loxogrammus est une espèce de sauriens de la famille des Leiocephalidae.

## Répartition
Cette espèce est endémique des Bahamas. La sous-espèce Leiocephalus loxogrammus parnelli se rencontre sur l'île San Salvador et Leiocephalus loxogrammus loxogrammus sur Rum Cay.

## Liste des sous-espèces
Selon The Reptile Database (23 mars 2013) :
- Leiocephalus loxogrammus loxogrammus (Cope, 1887)
- Leiocephalus loxogrammus parnelli Barbour & Shreve, 1934

## Publications originales
- Barbour & Shreve, 1934 : A new race of rock iguana. Occasional Papers of the Boston Society of Natural History, vol. 8, p. 197-198 (texte intégral).
- Cope, 1887 : List of the Batrachia and Reptilia of the Bahama Islands. Proceedings of the United States National Museum, vol. 10, p. 436-439 (texte intégral)